# Emiliano Mercado del Toro
Emiliano Mercado del Toro (født 21. august 1891, død 24. januar 2007) var med sine 115 år den ældste mand i verden (pr. 21. april 2006).
Mercado del Toro var den ældste i en søskendeflok på tre. Han kæmpede under 1. verdenskrig fra 1914 til 1918 og var en af de sidste overlevende deltagere i krigen. I 1993 blev den da 102-årige Mercado del Toro hædret af den amerikanske præsident Bill Clinton.
Mercado del Toro levede til sidst på et plejehjem i Puerto Rico. Han fik aldrig selv børn eller blev gift, men glædede sig over sin familie.[kilde mangler]
Han var med i Guinness Rekordbog som den ældste nulevende mand.